# أوبري جونستون
أوبري جونستون (7 سبتمبر 1882 بسيدني في أستراليا - 16 يونيو 1960) (بالإنجليزية: Aubrey Johnston)‏ هو لاعب كريكت أسترالي.

## وصلات خارجية
- أوبري جونستون على موقع إي آس بي آن كريك إنفو (الإنجليزية)